# Hilo (Hawaii)
Hilo er en by i delstaten Hawaii i USA. Den er beliggende ved Hilobugten på nordøstsiden af øen Hawaii (The big Island, "Hawai'i" på hawaiiansk). Hilo har 44.186 (2020, 2020) indbyggere og er den største by og hovedstad på øen og den næststørste i staten.
Byen ligger tæt på de to vulkaner, den aktive Mauna Loa og Mauna Kea.
Det amerikanske universitet, University of Hawaii har en afdeling i byen.
Hilo er siden den den anden verdenskrig blevet ramt af to tsunamier, den 1. april 1946 og den 23. maj 1960 hvor der omkom henholdsvis 159 og to personer. I begge tilfælde var der store materielle skader på byen.
1. 1 2  www.census.gov.
USA's folketælling fra 2020, hentet 1. januar 2022 (fra Wikidata).